# 布雷斯特区
布雷斯特区（法語：Arrondissement de Brest）是法国菲尼斯泰尔省所辖的一个区。总面积1396.2平方公里，总人口376671，人口密度270人/平方公里（2018年）。主要城镇为布雷斯特。

## 辖区
布雷斯特区辖有77个市镇。